# Petroplax
Petroplax is een geslacht van schietmotten uit de familie van de Sericostomatidae. Het geslacht werd voor het eerst wetenschappelijk beschreven door Keppel Harcourt Barnard in 1934.

## Soorten
Het genus bevat de volgende soorten:

- Petroplax caricis K.H. Barnard, 1934
- Petroplax curvicosta K.M.F. Scott, 1955
- Petroplax phleophila K.H. Barnard, 1934
- Petroplax prionii K.H. Barnard, 1934